# Otto Sigfrid Reuter
Otto Theodor Ludwig Sigfrid Reuter (* 2. September 1876 in Leer (Ostfriesland); † 5. April 1945 in Bremen-Huchting) war ein deutscher völkischer, freireligiöser Verbandsfunktionär.

## Leben
Otto Sigfrid Reuter war ein Sohn von Wilhelm Reuter (1838–1926), einem ehemaligen Handelskapitän und nachmaligen Direktor der Navigationsschule in Leer, und von dessen erster Gattin Emma geb. Armknecht (1846–1877), Tochter eines Pastors. Mit seiner zweiten Gattin Karoline geb. Hagemann (1851–1941) hatte Wilhelm Reuter fünf Söhne, darunter der spätere Regierende Bürgermeister von Berlin Ernst Reuter.
Otto Sigfrid besuchte Schulen in Leer, Altona und Leipzig, legte 1894 die Reifeprüfung in Leer ab, wurde Postbeamter und kam über Oldenburg und Köln nach Bonn, wo er seit 1901 nebenbei Geschichte und Rechtswissenschaften studierte. Nach der höheren Verwaltungsprüfung 1905 folgten Berlin, Elberfeld und 1917 die Versetzung nach Bremen als Telegraphendirektor und Leiter des Fernsprechwesens. Wegen Personalabbau und seiner völkischen Agitation wurde er 1924 vorzeitig in den Ruhestand versetzt.
Bereits 1910 hatte er mit einiger Resonanz Sigfrid oder Christus?!, ein antichristliches Werk, veröffentlicht, das eine vorchristlich germanische Religiosität beschwor. 1911 gründete er in Berlin den „Deutschen Orden“, der bis zur Selbstauflösung 1933 bestand. Mit der parallel gegründeten „Deutschreligiösen Gemeinschaft“ (seit 1916 Deutschgläubige Gemeinschaft) schloss er die erste völkisch-religiöse Gemeinschaft. Beide Organisationen forderten von ihren Mitgliedern den sogenannten Ariernachweis, für den (zumindest zeitweise) Bernhard Koerner (1875–1952), der Herausgeber des genealogischen Deutschen Geschlechterbuches, zuständig war. Ernst Hunkel übernahm den Deutschen Orden um 1918.
In der völkischen Bewegung war Reuter vor allem als Ideologe angesehen, als jemand, der ihre Weltanschauung zum Ausdruck brachte, weniger in der Führung – trotz seiner Mitarbeit in Jakob Wilhelm Hauers „Arbeitsgemeinschaft Deutscher Glaubensbewegung“. So wandte er sich der prähistorischen Germanenforschung zu, studierte in Berlin bei Gustav Neckel und v. a. bei Gustaf Kossinna, mit dem er befreundet war und für dessen Zeitschrift Mannus er bis 1941 Beiträge schrieb. Ein 1925 gehaltener Vortrag über Astronomie und Mythologie bildete den Auftakt für seine Beschäftigung mit der Germanischen Himmelskunde (Hauptwerk, das mit Unterstützung der Notgemeinschaft der deutschen Wissenschaft erschien), womit er eine spezifisch germanische Astronomie nachzuweisen versuchte. 1939 erhielt er auf Betreiben einflussreicher Wissenschaftler wie Franz Josef Hopmann, Otto Reche, Konstantin Reichardt und Kurt Tackenberg die Ehrendoktorwürde der Universität Leipzig. Den Gustaf-Kossinna-Preis des Reichsbundes für deutsche Vorgeschichte erhielt er 1936.
Reuter beantragte am 8. Oktober 1937 die Aufnahme in die NSDAP und wurde rückwirkend zum 1. Mai desselben Jahres aufgenommen (Mitgliedsnummer 5.352.049). In Kontakt zum Ahnenerbe der SS war Reuter ein wichtiger Ideologe der neopaganen völkisch-religiösen Bewegung.
Reuter starb am 5. April 1945 bei einem Bombenangriff in Bremen-Huchting.
Otto Sigfrid Reuter heiratete 1923 in Berlin Gertrud Stütze (* 1892), eine Tochter des Fabrikanten Georg Stütze. Das Paar hatte zwei Söhne und eine Tochter.

## Schriften
- anonym: Sigfrid oder Christus?! Kampfruf an die germanischen Völker zur Jahrtausendwende. Von einem Deutschen, 1910.
- Das Rätsel der Edda und der arische Urglaube (2 Bände). Sontra 1921–23, Reprint 1993, ISBN 978-3880809062.
- Aus arischer Vorzeit, 1925, 2. Aufl. 1986.
- Germanische Himmelskunde. Untersuchungen zur Geschichte des Geistes. Lehmann, München 1934 (online Repr. 1993).